# Tramlijn Maastricht - Vaals
De tramlijn Maastricht - Vaals is een verdwenen stoomtramlijn in het Heuvelland in de Nederlandse provincie Limburg. De lijn verbond tussen 1922/1925 en 1938 Maastricht en Vaals via Gulpen en Wijlre.
De lijn had een lengte van 28 kilometer en was in normaalspoor uitgevoerd. Vanwege de hoogteverschillen moesten enkele kunstwerken worden gebouwd. De grootste hiervan was het Gulpdalviaduct van zeventien meter hoog.
De tramlijn werd uitgebaat door de Limburgsche Tramweg-Maatschappij (LTM).

## Belangrijke data
- 1920: eerste voorbereidende werkzaamheden.
- 1921: begin van de aanleg.
- 15 februari 1921: oprichting van de Limburgsche Tramweg-Maatschappij, gevestigd te Heerlen.
- 28 juni 1922: opening van het baanvak Wijlre – Gulpen – Vaals.
- 1924: bouw van het grote Gulpdalviaduct.
- 16 maart 1925: opening van het baanvak Maastricht Heerderweg – Gulpen.
- 1 januari 1929: verlenging van het tracé in Maastricht van de Heerderweg naar het spoorwegstation.
- 5 oktober 1930: opheffing van de reizigersdienst op het zijtraject Gulpen - Wijlre
- 5 april 1938: opheffing van de tramlijn.
- 1939: afbraak van de lijn.
- 1 augustus 1939: laatste rit van het materieel over het restant van de lijn naar Maastricht.

## Geschiedenis

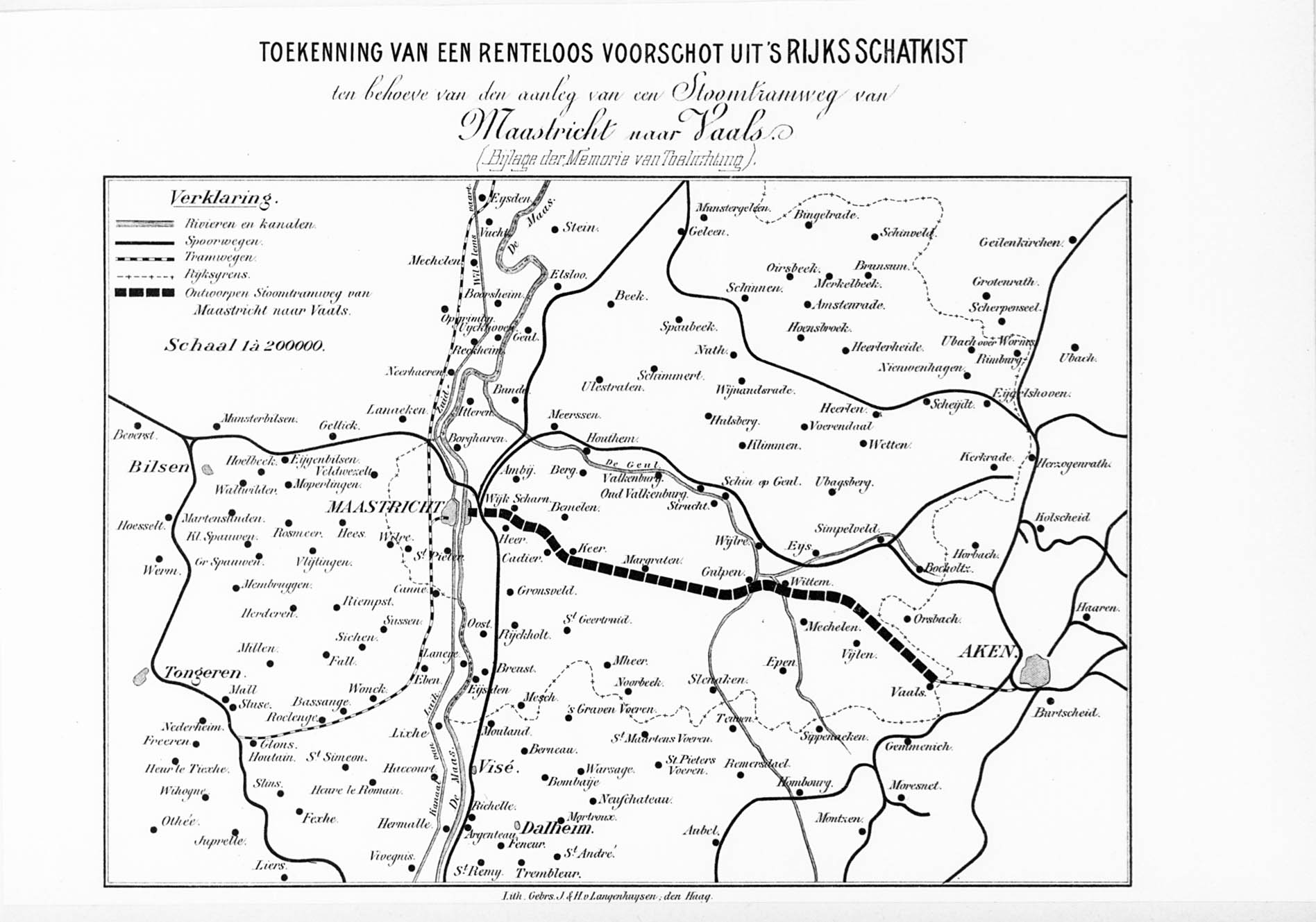
Plan uit 1901

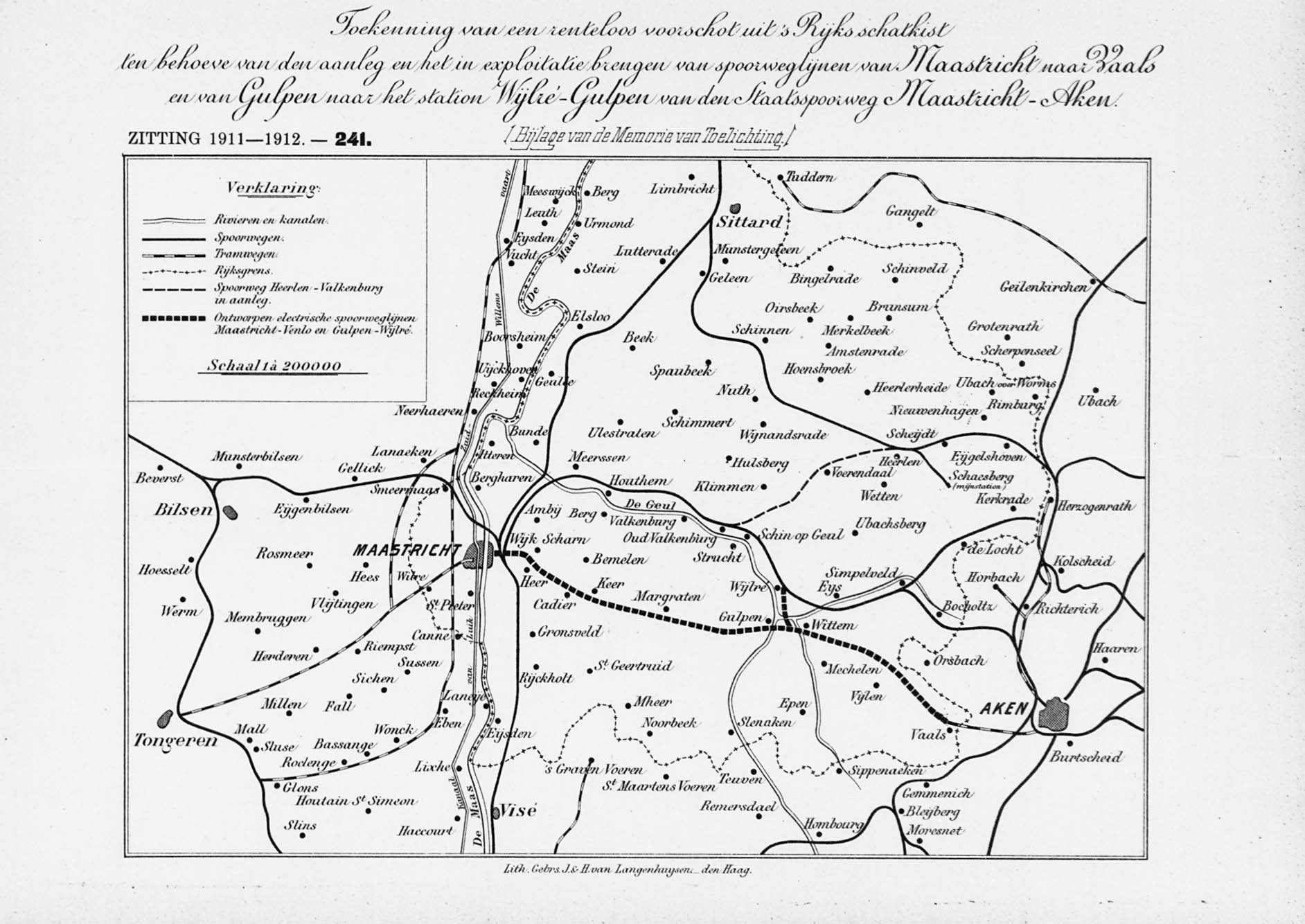
Plan uit 1912

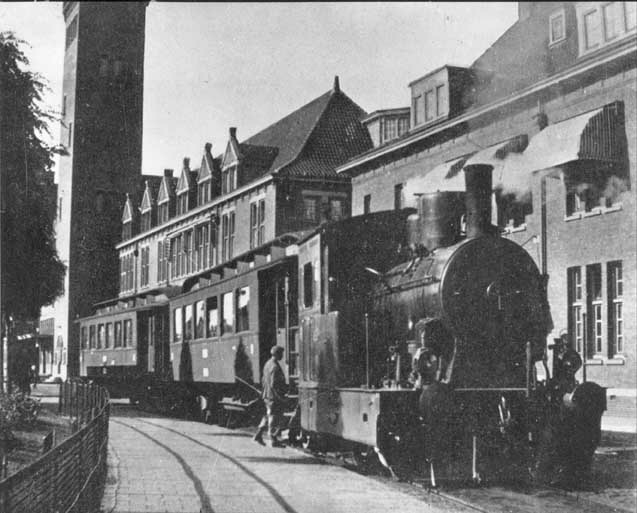
De tram voor Station Maastricht, 1935

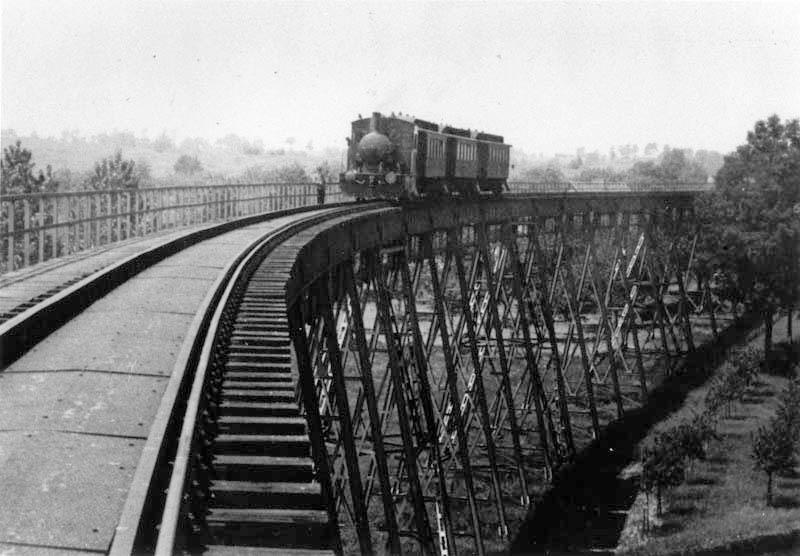
Het Gulpdalviaduct in 1938

### Voorgeschiedenis
De eerste plannen voor de aanleg dateren uit 1882. In 1889 en 1896 werden door verschillende belangengroepen aanvragen ingediend voor een concessie voor een stoomtramverbinding tussen Maastricht en Vaals. Die leidden echter tot niets. In 1902 steunde de rijksoverheid plannen voor een elektrische tram, maar de provincie Limburg gaf de voorkeur aan stoomtractie. Door dit meningsverschil gebeurde er opnieuw niets.
In 1911 en 1912 werd een studie verricht naar het aanleggen van een volwaardige spoorwegverbinding in het gebied. In 1912 kreeg de Duitse Allgemeine Elektricitäts-Gesellschaft (AEG) een concessie voor de aanleg van een elektrische tramverbinding. Vanwege het uitbreken van de Eerste Wereldoorlog was ook dit project tot mislukken gedoemd. Na 1918 had AEG zijn belangstelling verloren en de concessie werd ingetrokken.

### De LTM
Op grond van een rapport door een adviescommissie van de rijksoverheid werd in 1919 toch weer besloten tot de aanleg van een stoomtramlijn. Deze zou door de Limburgsche Tramweg-Maatschappij uitgebaat worden. Dit nieuw op te richten semioverheidsbedrijf werd verantwoordelijk voor alle tramlijnen in Zuid- en Midden-Limburg. In 1921 begon de bouw van het traject van Wijlre via Gulpen naar Vaals. Aan het eind van datzelfde jaar werd begonnen met het stuk van Maastricht naar Gulpen. De aanlegkosten bedroegen 5 miljoen gulden en dit was in die tijd een zeer veel geld. Dit kwam vooral door de bouw van het Gulpdalviaduct en de aanschaf van relatief zwaar trammaterieel.
In Vaals sloot de lijn aan op de elektrische tramlijn Aken - Vaals. Deze lijn werd op 30 november 1923 doorgetrokken naar het nieuwe station Vaals. De tram van Aken was in meterspoor, waardoor reizigers moesten overstappen en vracht overgeladen moest worden. Wel verkochten de LTM en de Aachener Kleinbahn Gesellschaft (AKG) doorgaande plaatsbewijzen.
De lijn werd in delen geopend. De officiële opening van het gehele traject vond plaats op 16 april 1925. Er werd met een dienstregeling begonnen van vijf retourritten per dag. In 1926 was er overlast rond Gulpen vanwege overstromingen. Vanaf de doortrekking naar station Maastricht in 1929 waren er dagelijks twaalf retourritten naar Vaals. Een enkele rit duurde ongeveer een uur. Tegen het einde van de jaren dertig was de ritfrequentie echter geslonken tot twee reizigerstrams per dag. Tussen Wijlre en Gulpen reden al sinds 5 oktober 1930 geen reizigerstrams meer. Ook het goederenvervoer op de lijn viel tegen.
De oorzaak voor de tegenvallende resultaten was de economische crisis van de jaren 30. Aan de geringe populariteit droeg ook bij dat de stoomtram wegens de opkomst van modernere vervoermiddelen al bij de invoering als ouderwets werd ervaren. De vrachtauto en particuliere autobusdiensten op dezelfde route waren grote concurrenten. De stoomtram was bovendien duur in het gebruik. Voor de LTM vormde het jaarlijkse verlies van 500.000 gulden een zware belasting.

### Einde
Op 5 april 1938 reed de laatste tram en viel het doek voor de tramlijn. Een jaar later werden de sporen opgebroken. Het grote viaduct bij Euverem werd gesloopt door de destijds bekende ijzerhandelaar H.E. Dotremont uit Maastricht. Ondanks de grote investeringen in aanleg, materieel en voorzieningen is de lijn slechts zestien jaar in gebruik geweest, waarvan dertien jaar in zijn volledige vorm. De LTM zette de lijn Maastricht - Vaals met autobussen voort en liet na de oorlog een deel van de busritten doorlopen naar Aken.

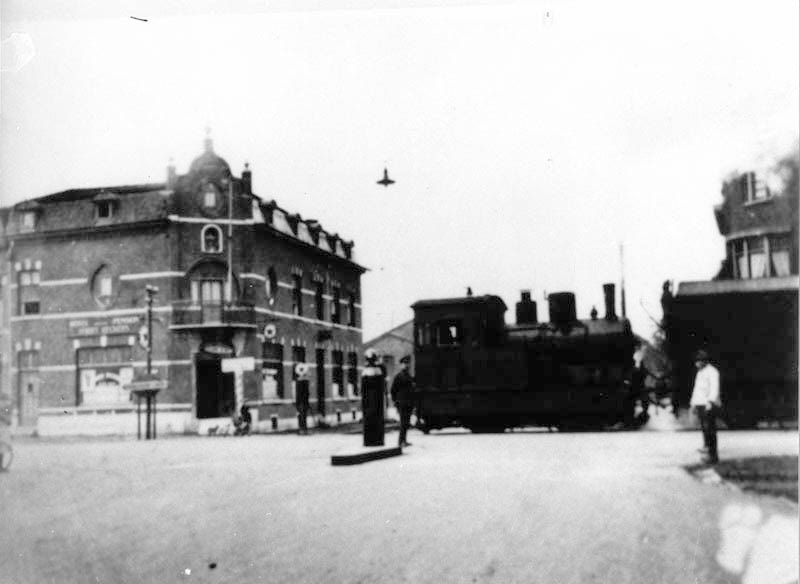
De tram in Heer rond 1925-30
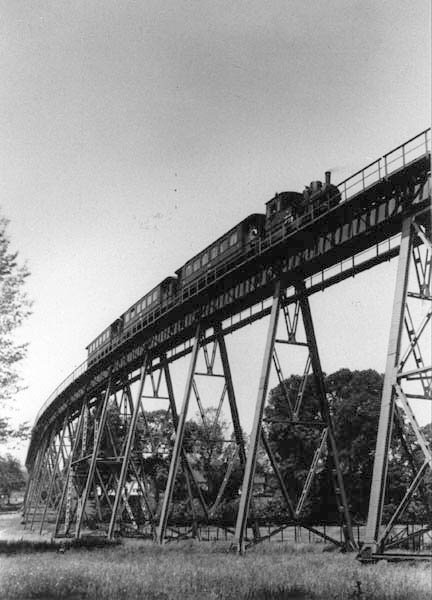
Gulpdalviaduct, 1938
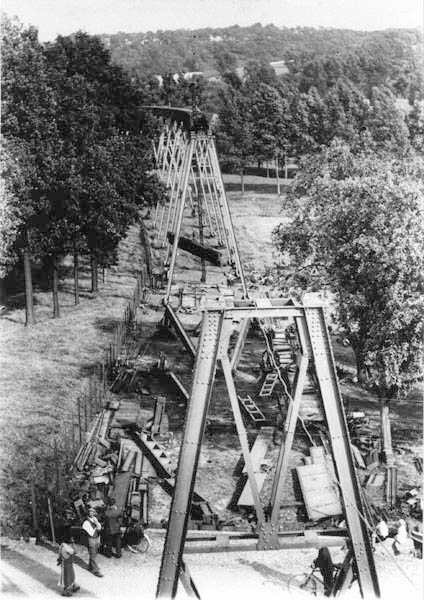
Sloop Gulpdalviaduct, 1938
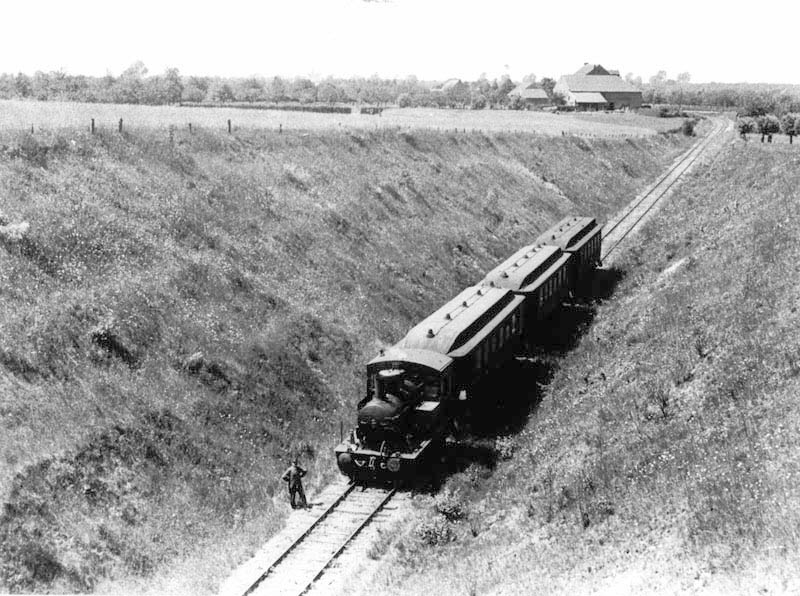
Verdiepte trambaan bij Reijmerstok, 1938

## Tracé
De tramlijn volgde grotendeels de oude Rijksweg tussen Maastricht en Vaals. Deze weg volgt tussen Gulpen en Vaals het dal van de Selzerbeek. Bij Cadier en Keer en tussen Margraten en Gulpen werd afgeweken van deze weg vanwege de steilte van de hellingen.

### Traject Vaals – Wittem
Het station Vaals lag aan het pleintje aan het uiteinde van de huidige Prins Bernhardstraat, waar het voormalige stationsgebouw nog steeds staat. Vanaf het station van Vaals liep de tramlijn over een eigen tracé om ten oosten van Lemiers over een talud de laagte van de Zieversbeek over te steken. Daarna liep de lijn aan de noordkant van de Rijksweg, de huidige N278, richting het noordwesten. Op de Rijksweg lagen de halte Lemiers, losplaats Lemiers, halte Mamelis en halte Nijswiller. De Rijksweg neemt tussen Nijswiller en Wahlwiller een heuvel die te steil was voor de stoomtram. Net ten noorden werd daarom een talud aangelegd om de tram om de heuvel heen te leiden. Dit traject heet nu nog het Tramwegje en de Oude Baan. In Wahlwiller was er weer een halte. Aan de westzijde van Wahlwiller komt de Oude Baan - destijds de tramlijn - uit op de Rijksweg om deze weg verder te volgen. Bij Sinselbeek was een halte met losplaats en bij het kruispunt van Wittem lag een halte.

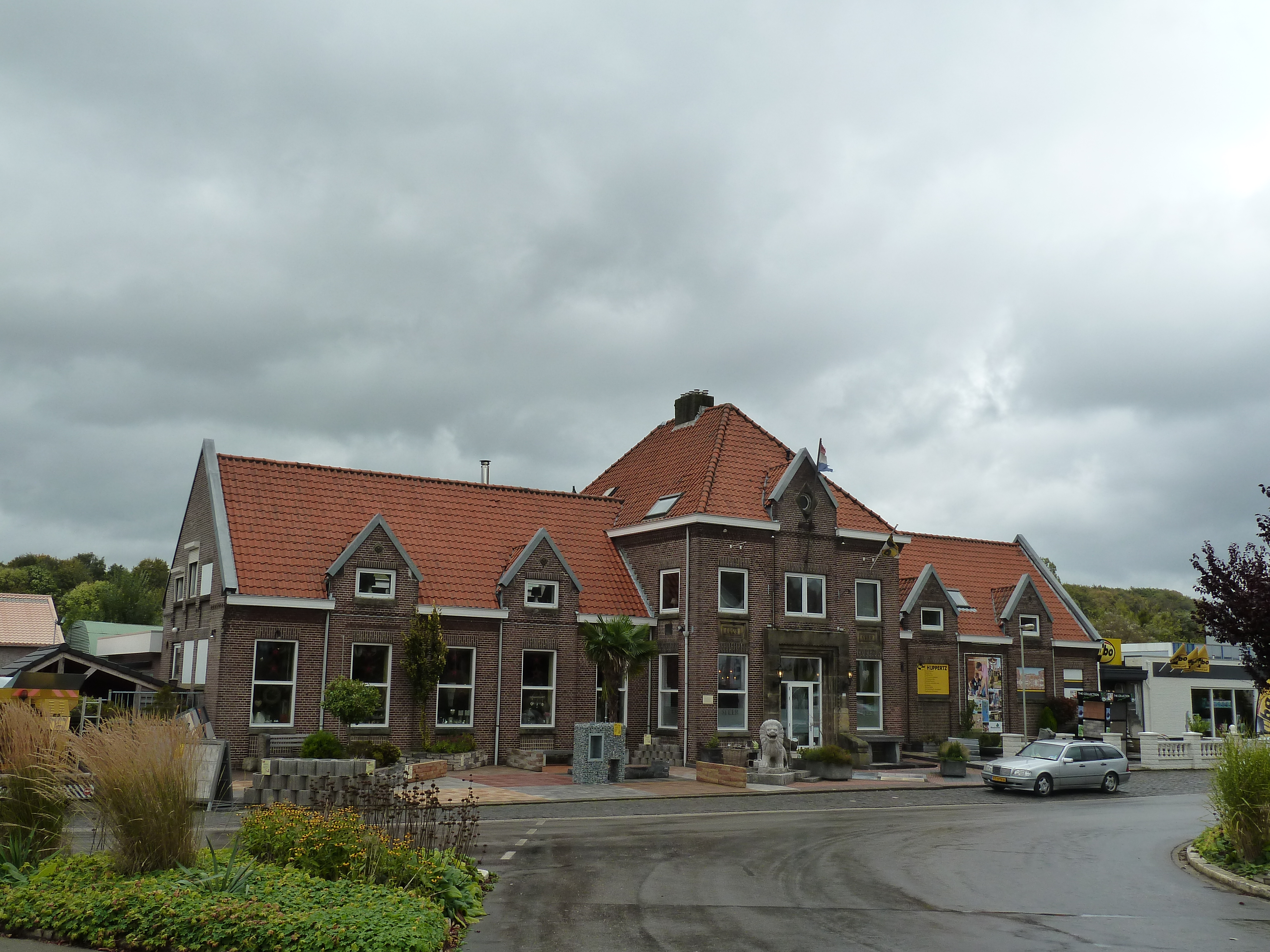
Het station van Vaals
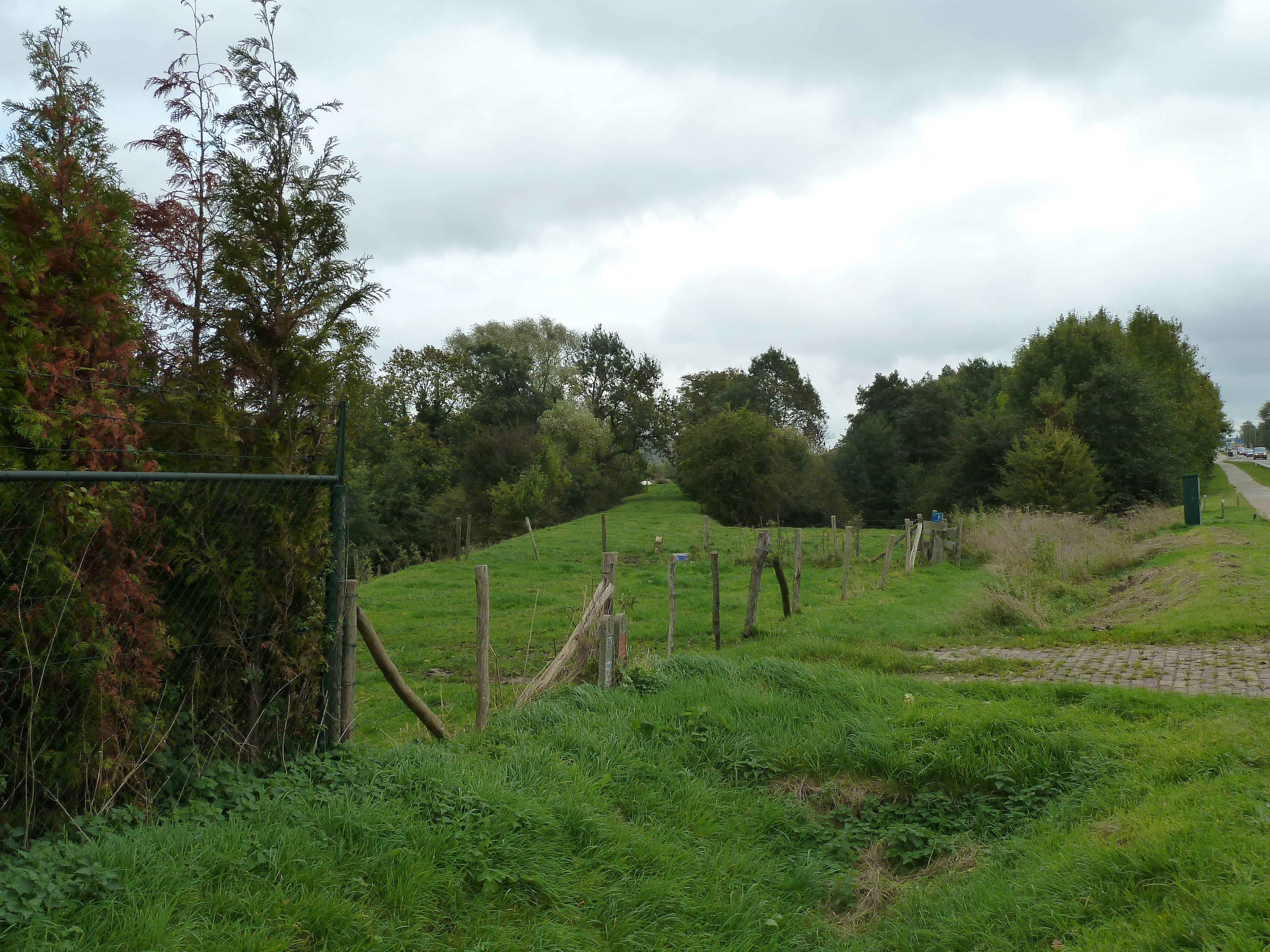
Talud voor laagte Zieversbeek
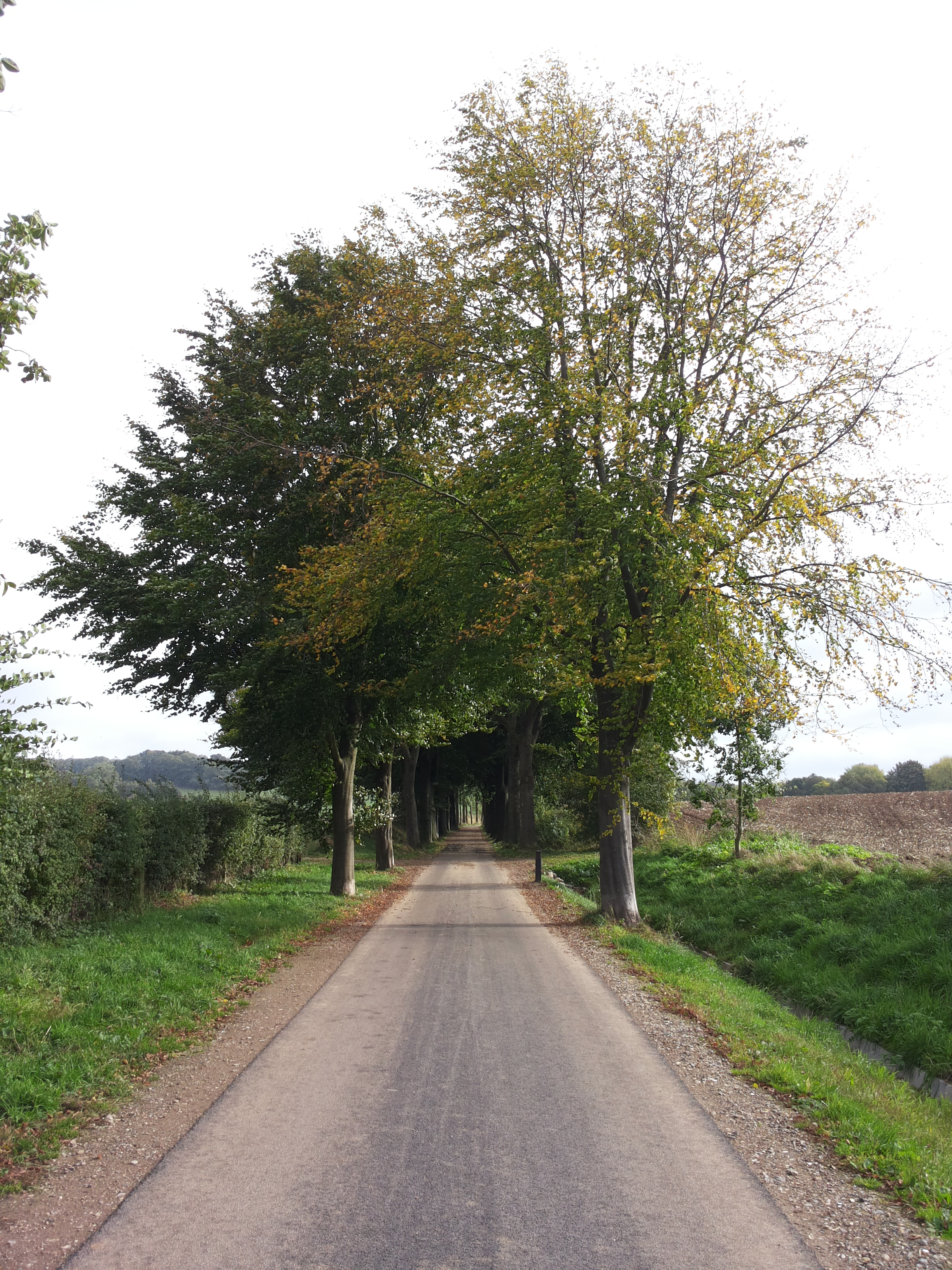
Oude Baan te Wahlwiller

### Traject Wittem – Wijlre – Gulpen
Tussen de halten Wittem en Gulpen Rijksweg lag de Rijksweg met de tramlijn op een laag talud. Bij kasteel Wittem lag een brug over de Geul. Aan de noordnoordoostzijde van de Gulpenerberg volgde de tramlijn na de halte Gulpen Rijksweg een eigen tracé en lag er een sporendriehoek met de aftakking naar Wijlre. Om bij het station te komen liep de tramlijn over een talud om achtereenvolgens de Geul, de Wittemer allee en de Eyserbeek te kruisen. Vervolgens liep de lijn op een talud achter Kasteel Cartils langs. In dit stuk talud zat een poort voor landbouwverkeer. De lijn eindigde bij station Wijlre aan de spoorlijn Aken - Maastricht.
De tak richting Gulpen volgde na de sporendriehoek de Rijksweg naar het station Gulpen. Dit lag ongeveer op de plaats van het huidige busstation, maar dan over grotere afstand op de plaats van de huidige Burgemeester Teheuxweg / Prinses Ireneweg. Aan het zuidwestelijke uiteinde stond in de bocht van de Burgemeester Teheuxweg een locomotievenloods.

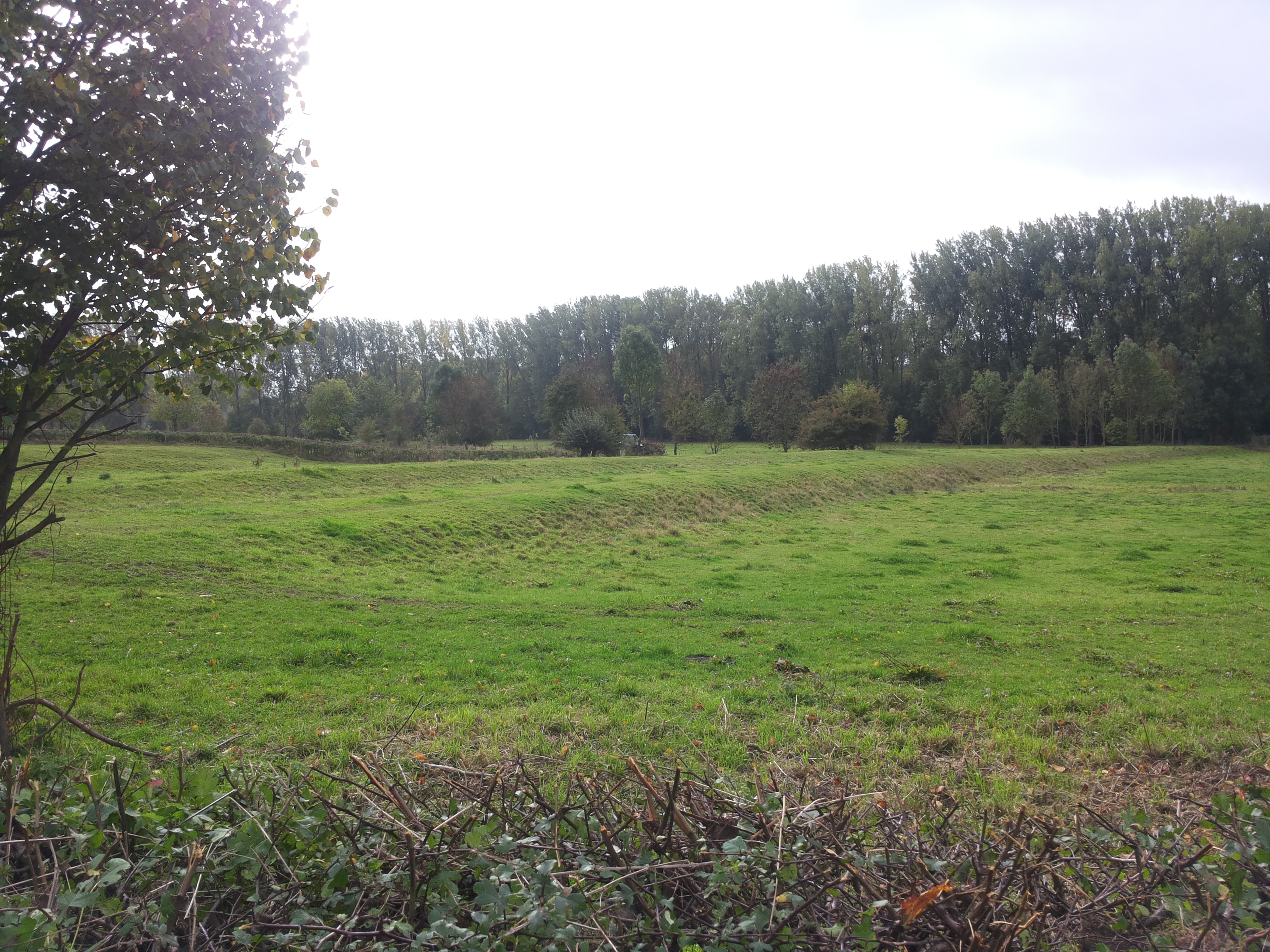
Talud bij Cartils richting Geul
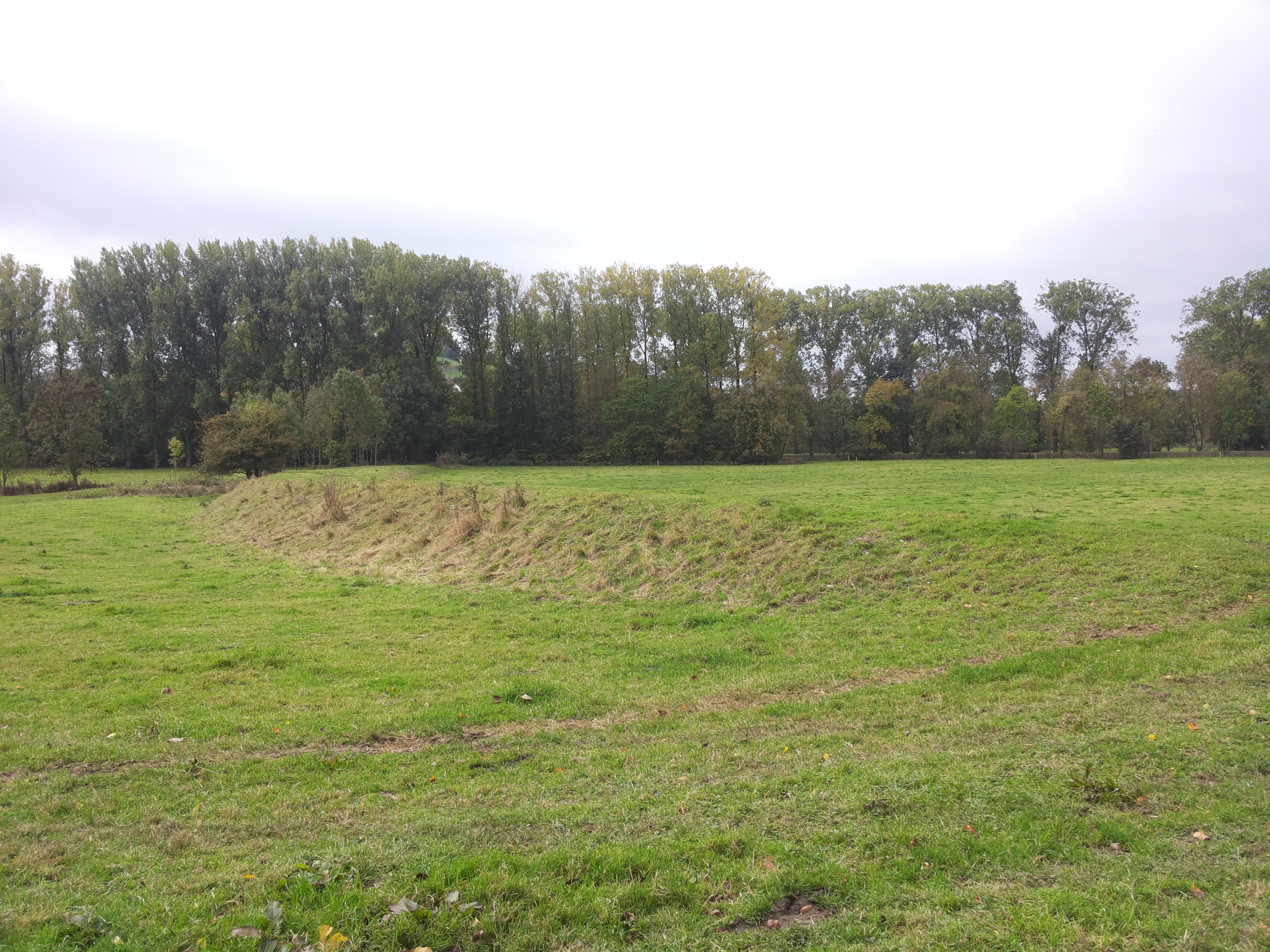
Idem
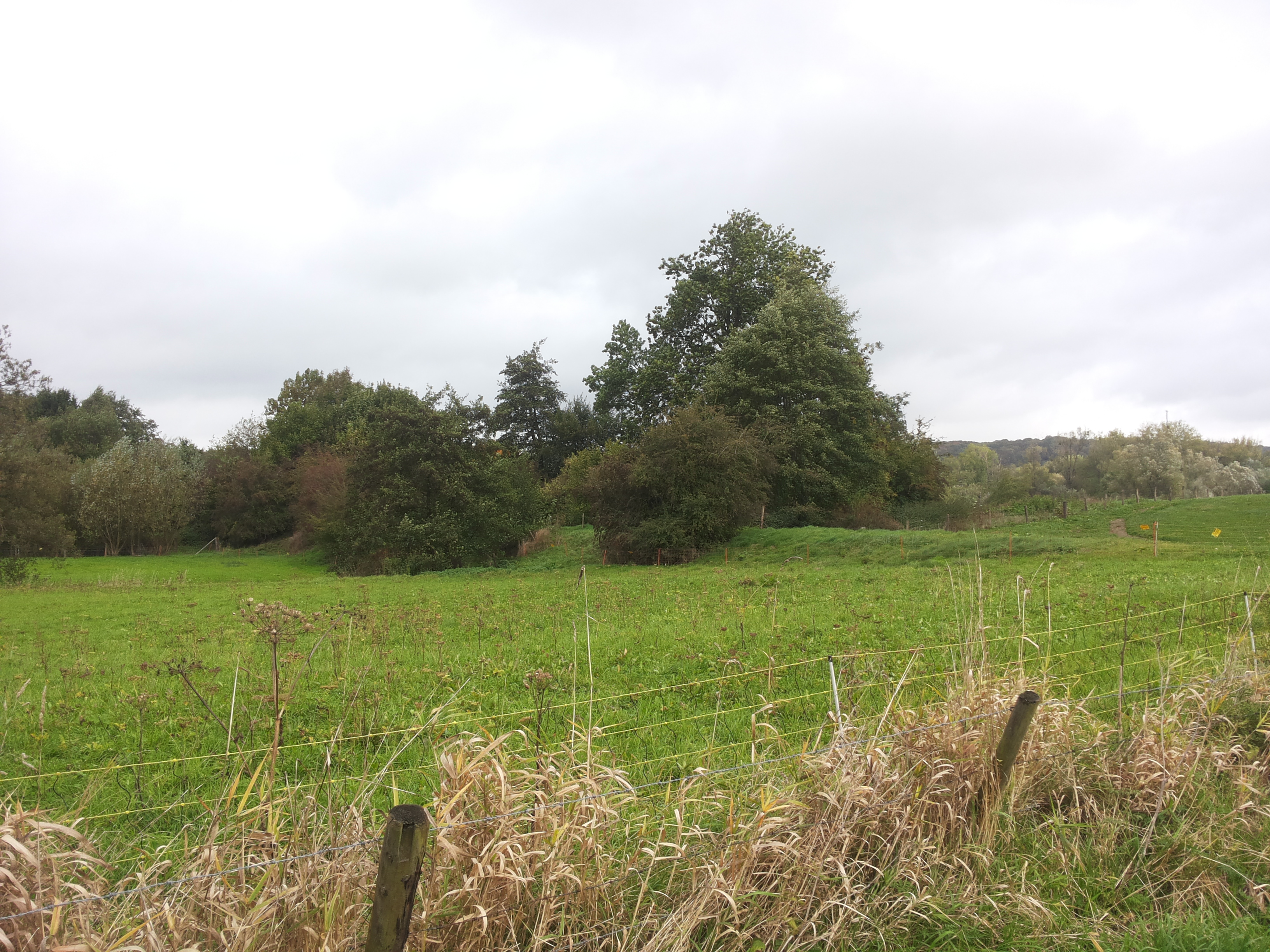
Talud bij Cartils voor passeren Eyserbeek
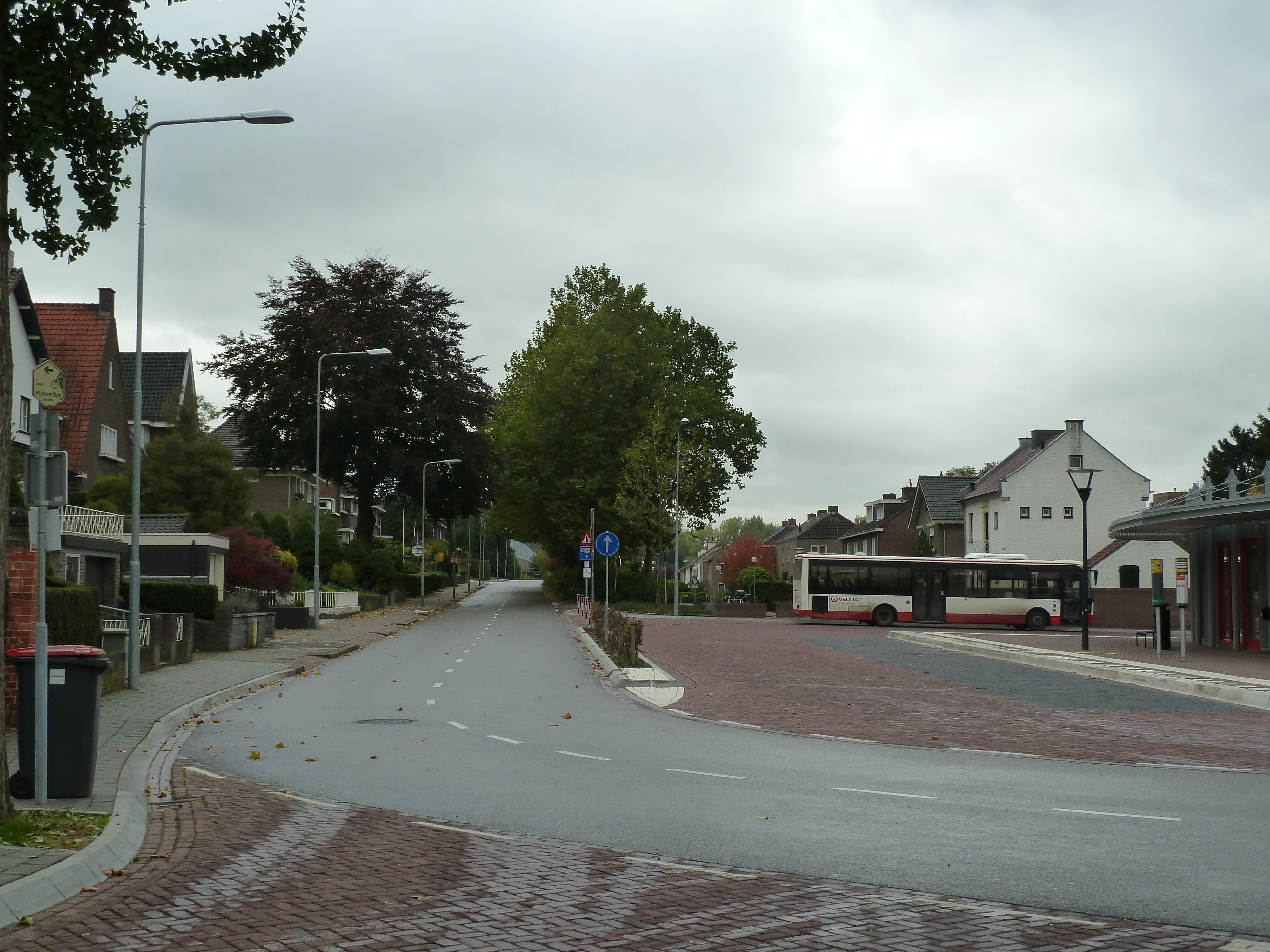
Station Gulpen, thans busstation (Burg. Teheuxweg)

### Traject Gulpen – Margraten

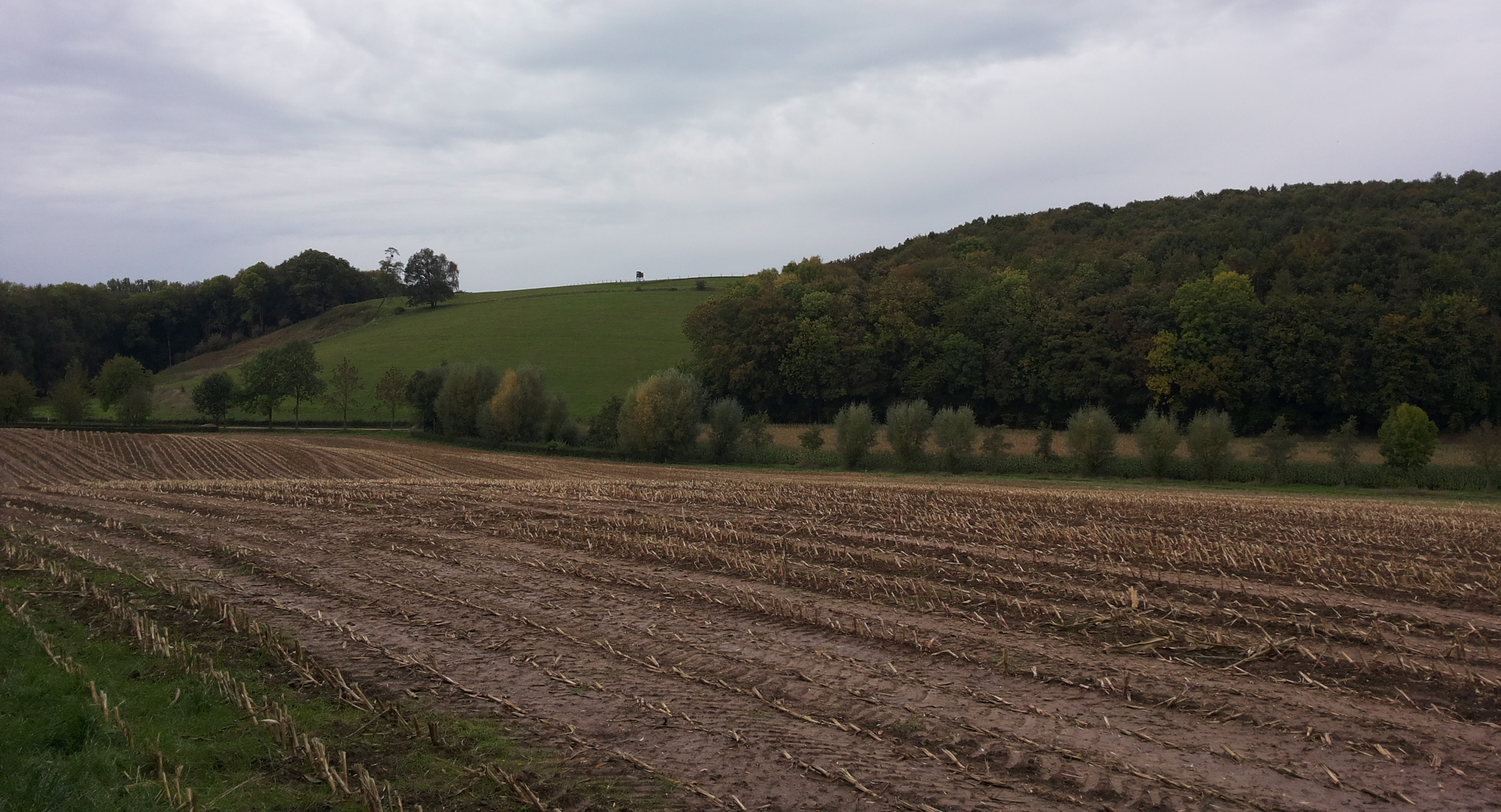
Te overbruggen hoogteverschil tussen het Plateau van Margraten en het Gulpdal

Vanaf het station van Gulpen liep de tramlijn langs de locomotievenloods over wat nu de Tramweg heet richting het zuidwesten. Aan de westzijde van de Gulpenerberg, bij het huidige zwembad Mosaqua, liep de trambaan tussen de evenwijdig liggende Landsraderweg en Molenweg/Pesakerweg. Hier lag een stijgend talud van zo'n 700 meter lang aan de zuidwest- en zuidzijde van kasteel Neubourg. Het uiteinde van dit talud vormde het oostelijke landhoofd van het Gulpdalviaduct. 

#### Het Gulpdalviaduct
Het Gulpdalviaduct overspande het Gulpdal met de Gulp en doorkruiste Euverem ter hoogte van de viskwekerij. Het was 612 meter lang en liep in een boog. Het viaduct had 50 stalen pijlers op een betonnen fundering en 51 brugdelen. De hoogte varieerde van 8,5 tot 17 meter en het moest het hoogteverschil tussen beide uiteinden overbruggen. Het westelijke landhoofd had een talud van ongeveer een halve kilometer lang. Dit lag in Euverem ten noordoosten van het tegenwoordige bungalowpark. In het talud lag halverwege een poort zodat veldwegen de tramlijn konden kruisen.

### Tussen het Gulpdal en Margraten
Om de laagte van Reijmerstok (de Vosgrub) te overbruggen werd over de weg tussen Euverem en Reijmerstok een viaduct van tien meter hoog aangelegd met een talud. Bij het viaduct lag ook een halte met losplaats. Verder werd tussen deze weg en Margraten een ingraving gemaakt van maximaal 17,25 meter diep en bovenaan 55 meter breed om de steilte tussen het Plateau van Margraten en het Gulpdal mede te overbruggen. Daarbij moest er een viaduct gebouwd worden van 41 meter lang over de insnijding voor de weg van De Hut naar De Plank. Dit is de huidige provinciale weg 598. Tussen De Hut en Margraten kwam de tramlijn uit op de Rijksweg en volgde deze weg aan de zuidkant. Bij Margraten was er ter hoogte van Termaar een halte met losplaats.

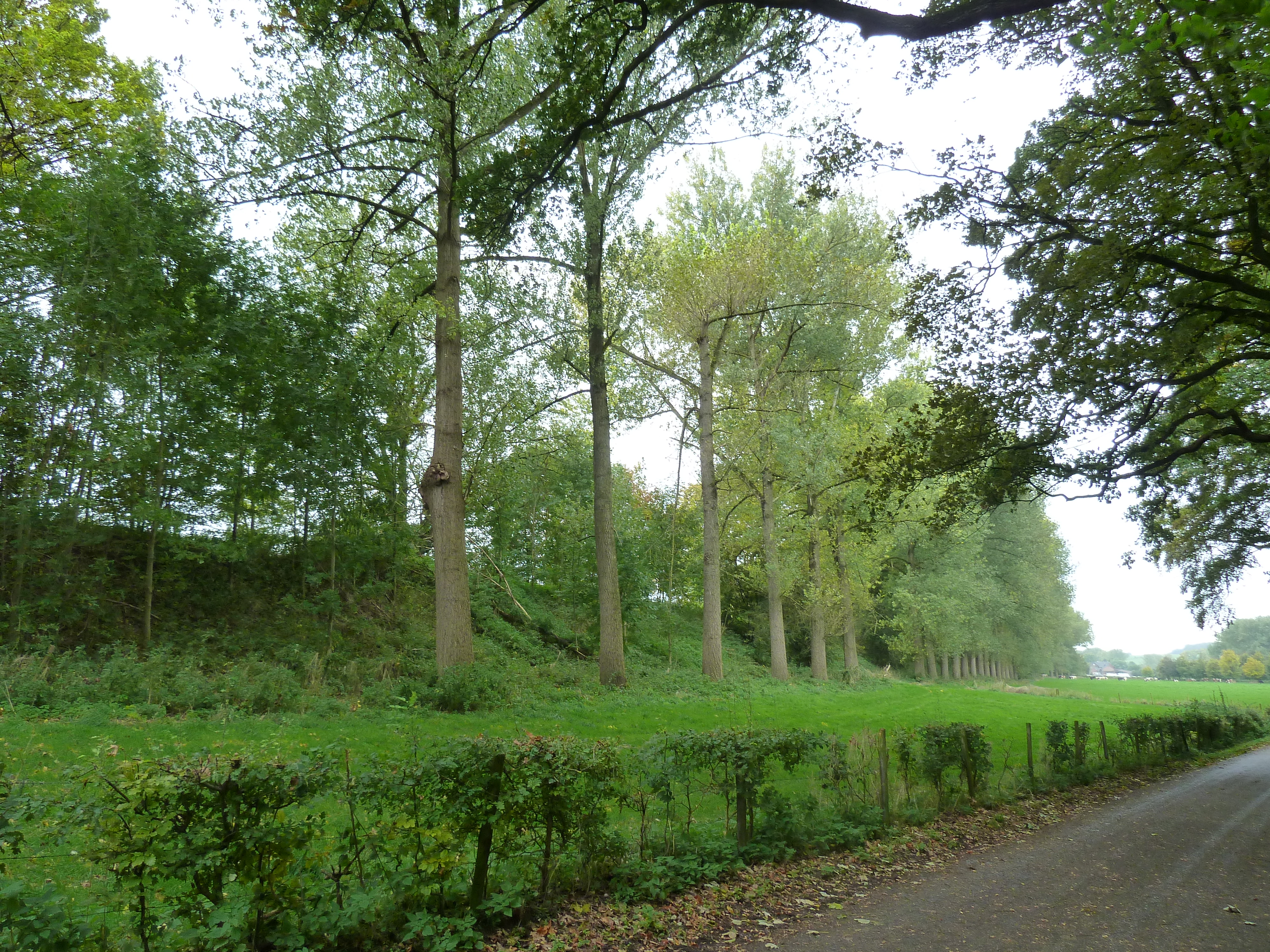
Oostelijk talud Gulpdalviaduct
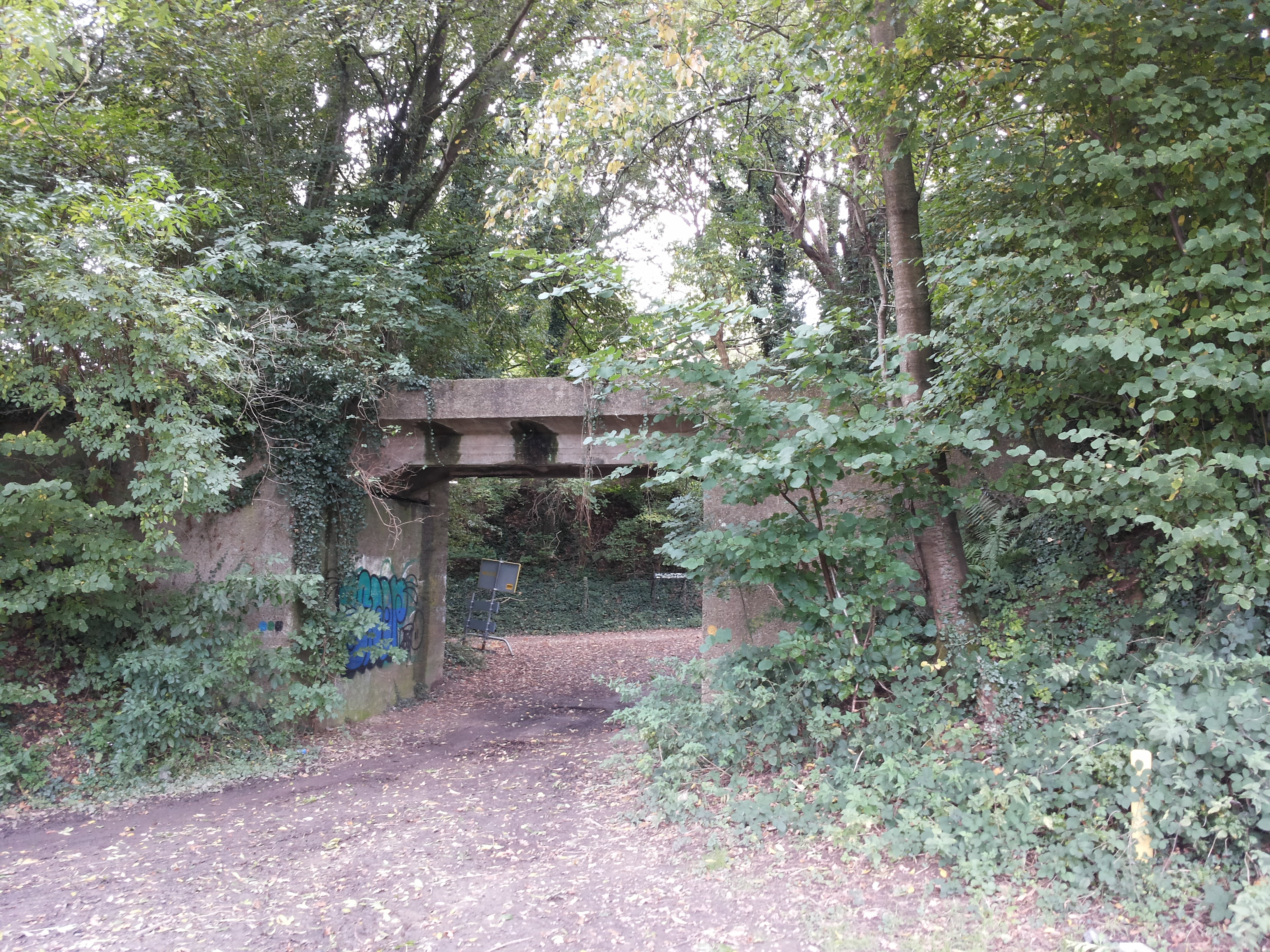
Viaduct bij Euverem
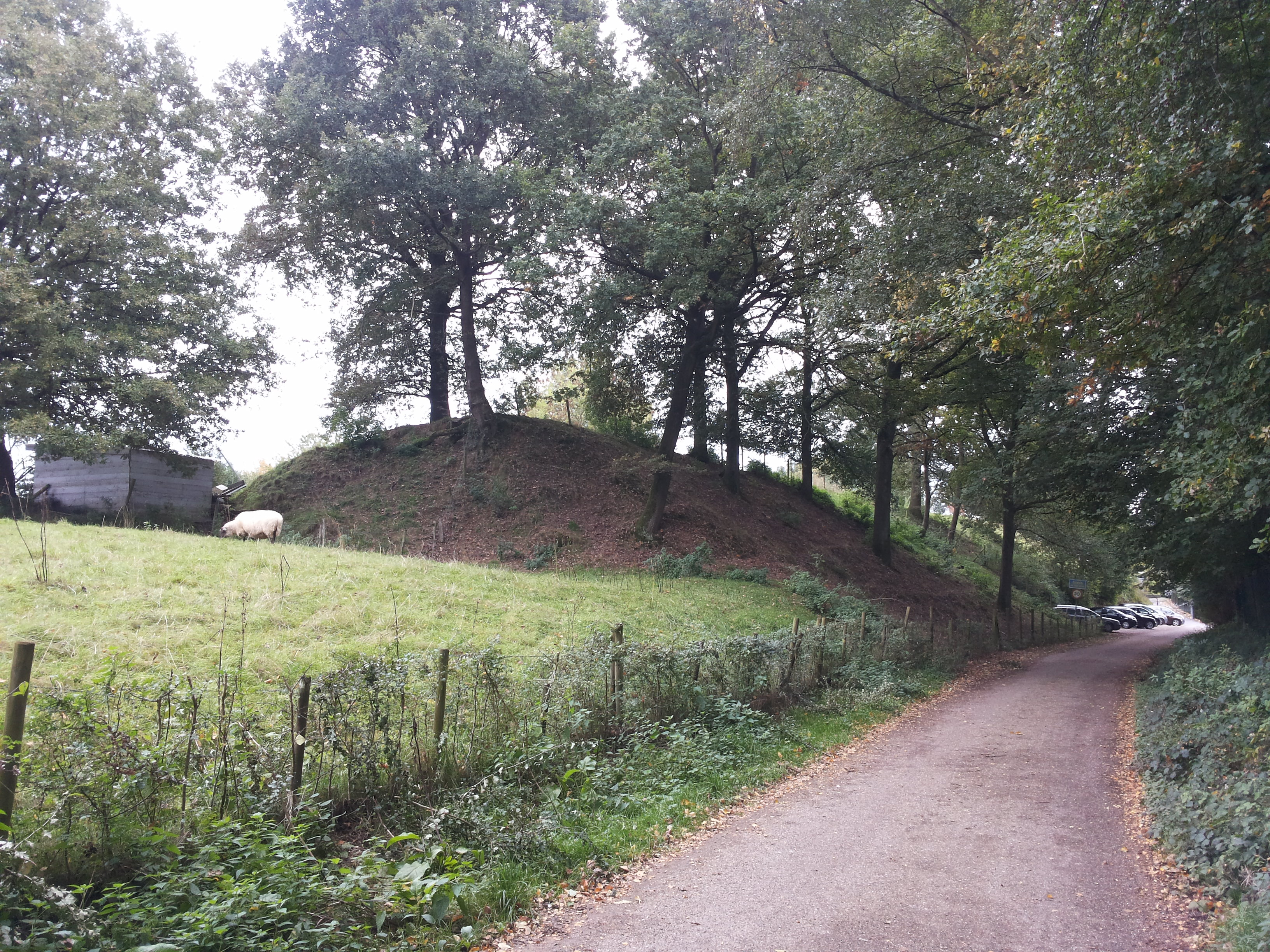
Westelijk talud (onderbroken) Gulpdalviaduct
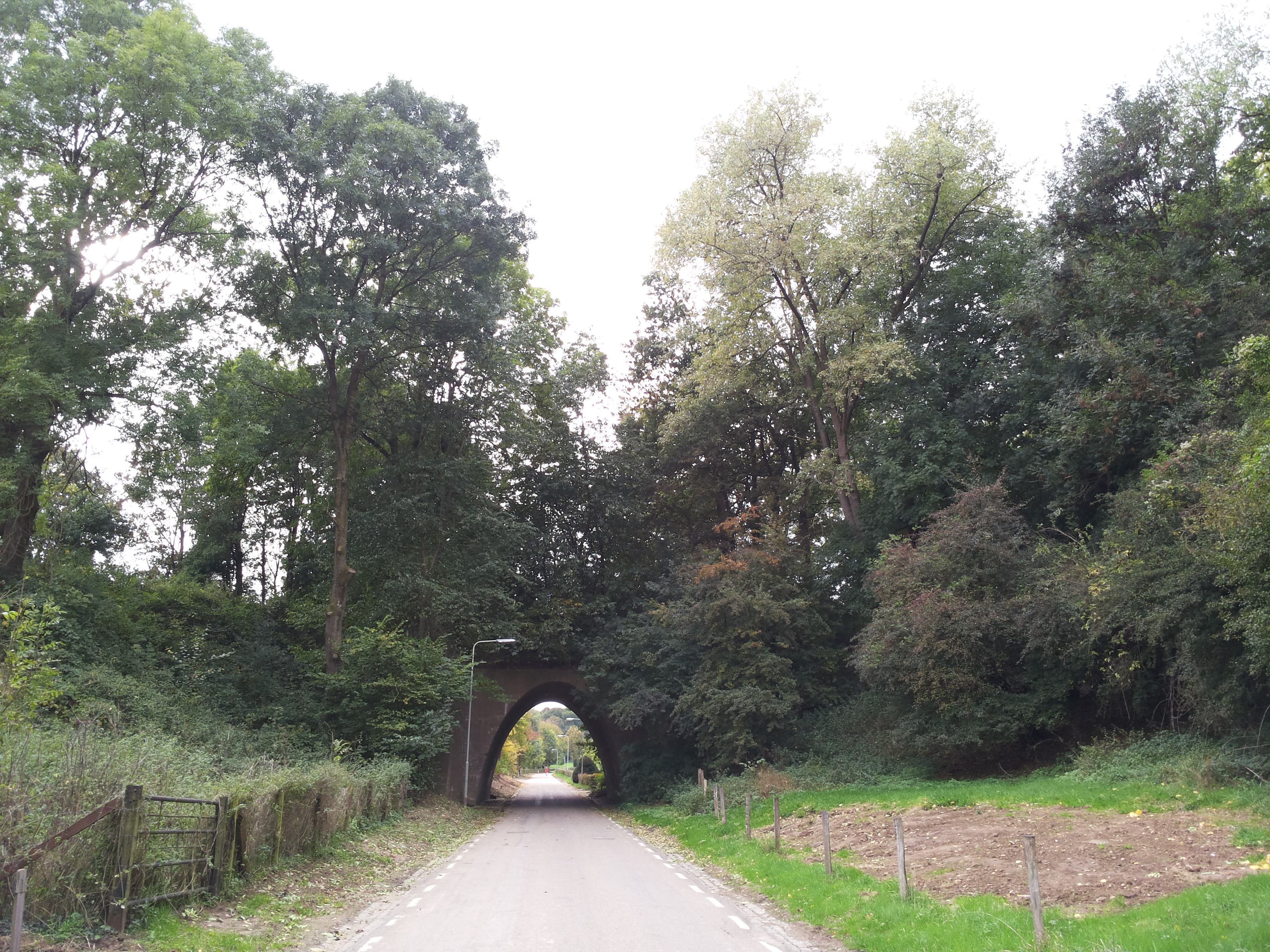
Viaduct weg Reijmerstok-Euverem

### Traject Margraten – Maastricht
Van Margraten tot aan de weg naar kasteel Blankenberg volgde de tramlijn de zuidkant van de Rijksweg. Bij Blankenberg week de tramlijn van de weg af om met een bocht in het laagste punt onder de Rijksweg door te gaan. Hierna volgde de lijn het droogdal Sibbersloot aan de noordoostzijde en noordzijde van Cadier en Keer. Dit stuk heet nu Zwarteweg. In deze laagte was aan de noordoostzijde van Cadier en Keer een halte. Bovendien lag er aan de noordzijde van dit dorp de halte Bemelen aan de weg naar Sint Antoniusbank. Van daar liep de tramlijn door een ingraving via de tegenwoordige Parallelweg en de Weg van Heer naar Bemelen. Ten noordwesten van Berg kwam de lijn weer op de Rijksweg, hier Akersteenweg geheten. Daar was de halte Bogman. Ten westen van Heer stak de tramlijn via een doorlaatbrug het winterbed ('overlaat') van de Maas over. Omdat de NS-directie bezwaar maakte tegen de kruising van de treinsporen, had de tramlijn in eerste instantie als eindpunt het LTM-emplacement aan de Akersteenweg. Dit lag ongeveer ter hoogte van de huidige Mockstraat. Vanaf 1 januari 1929 eindigde de tram op het Stationsplein, aan de voorzijde van Station Maastricht.

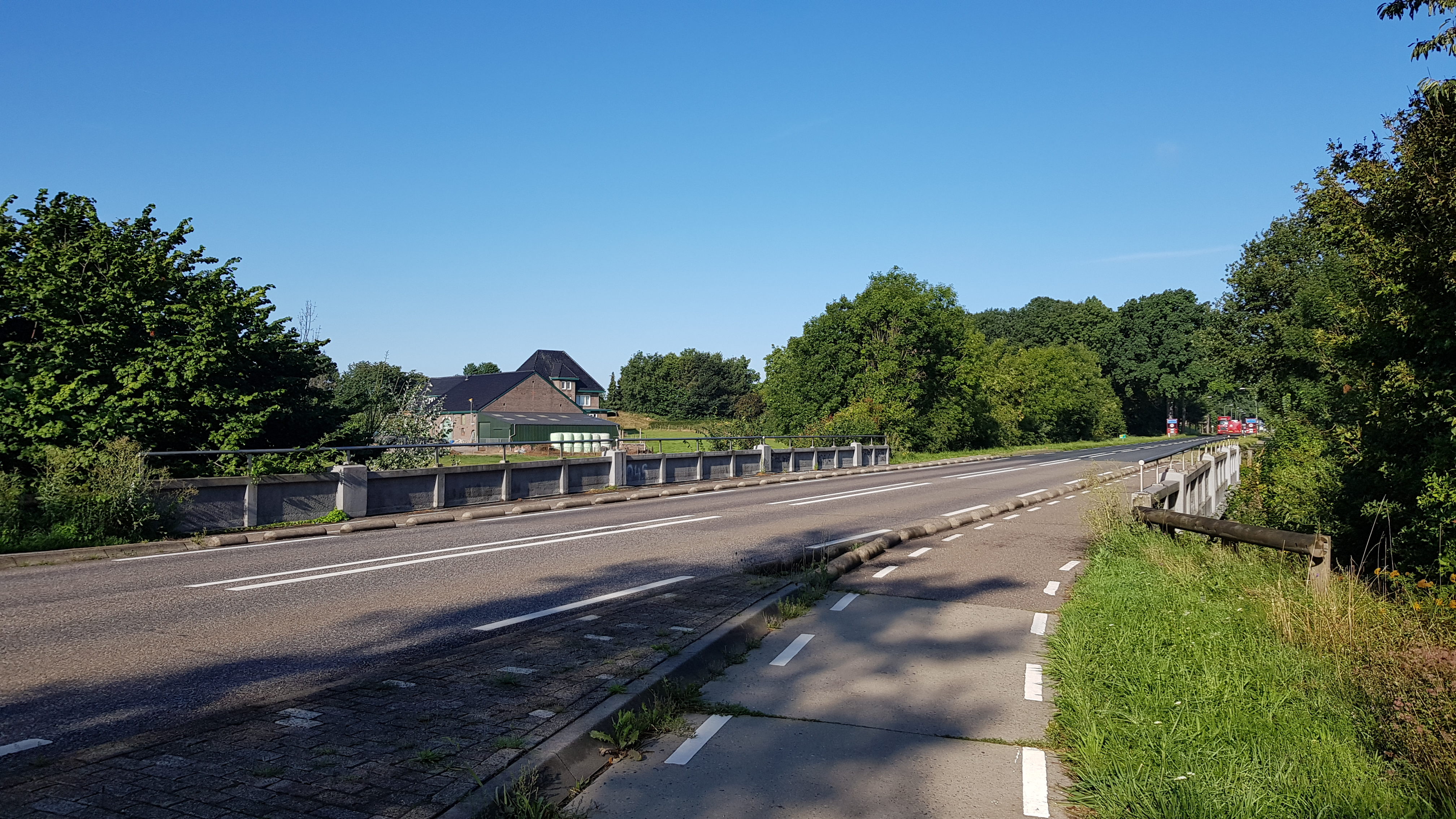
Viaduct onder de Rijksweg waar de tramlijn onderdoor ging
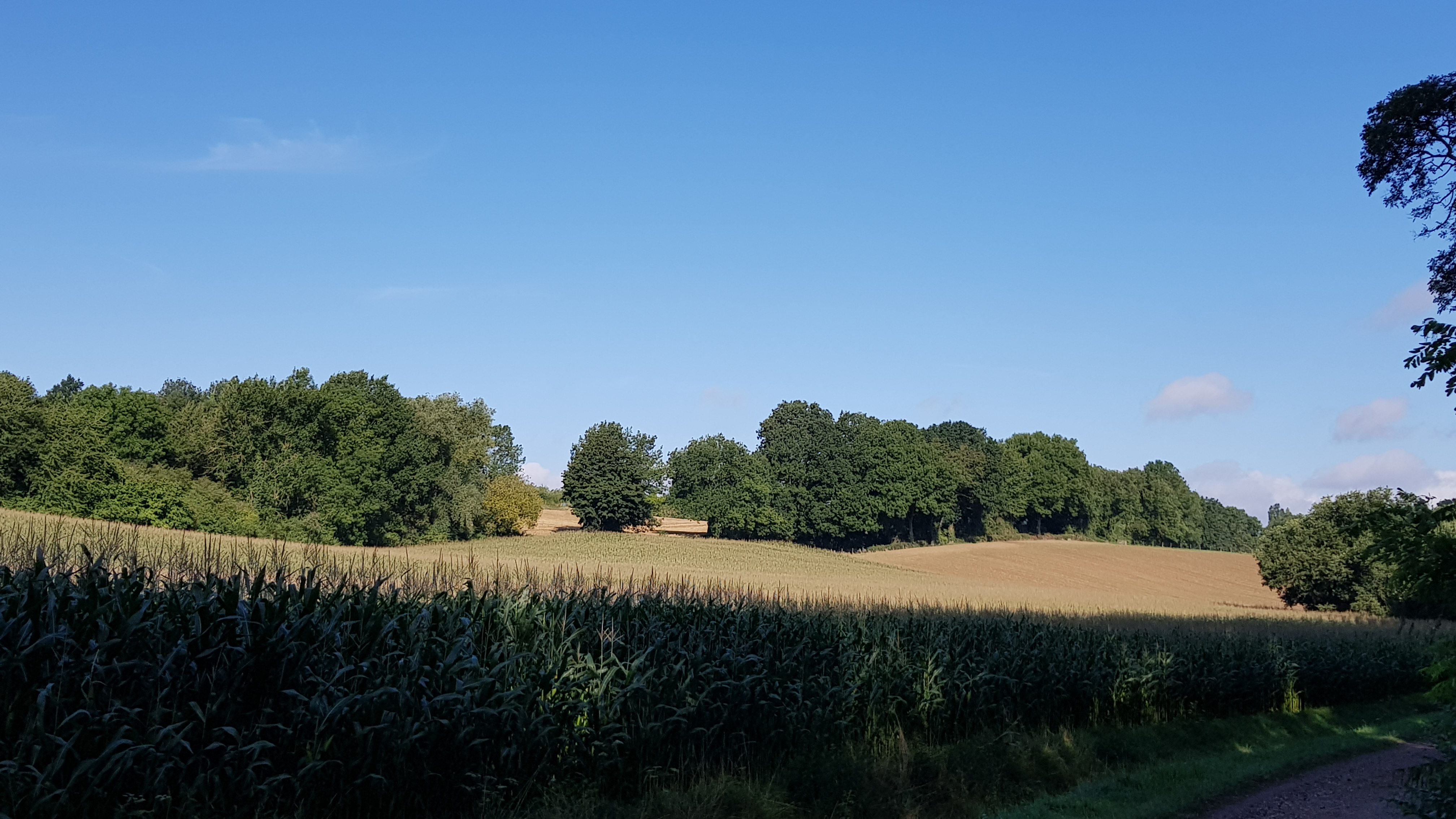
Tracé van de trambaan door het veld ten noordoosten Cadier en Keer

## Restanten
Na opheffing en opbreking zijn er nog resten van de lijn te zien. Tussen Gulpen en Wijlre ligt nog steeds het talud om het Geuldal en dal van de Eyserbeek te overbruggen bij de buurtschap Cartils. Aan de zuidoostzijde van Lemiers ligt er een talud om de laagte van de Zieversbeek te overbruggen en tussen Nijswiller en Wahlwiller. Van de tramlijn naar Maastricht rest ten zuiden van Kasteel Neubourg het talud voor de brug over de Gulp. Verder liggen er twee viaducten bij Euverem. Voorts kruist de N598 bij Margraten een diepe gleuf die voor de tramlijn over een lengte van een kilometer uitgegraven was. Het viaduct dat er lag is verdwenen en ter plekke volgestort om de weg over aan te leggen. Bij Sint Antoniusbank volgt de Zwarte Weg nog steeds het tracé dat voor een stuk ingesneden is in het landschap. De Rijksweg Maastricht-Vaals gaat ten oosten van Cadier en Keer over een viaduct waar de tramlijn vroeger onderdoor ging.

### Straatnamen
De volgende straatnamen herinneren aan de tramlijn:
- Tramweg, ten noorden van Cadier en Keer.
- Aan de oude trambaan, bij Kasteel Blankenberg
- Oude trambrug, in Euverum
- Tramweg, in Gulpen

### Plan voor fietspad
In december 2015 tekenden de Provincie Limburg en de vier gemeentes Maastricht, Eijsden-Margraten, Gulpen-Wittem en Vaals een intentieverklaring om over de route van de tramlijn een fietspad aan te leggen. Deze zou aansluiten op Belgische en Duitse langeafstandsfietspaden zoals de Vennbahn in Aken. Door gebrek aan steun bij de besturen en omwonenden werd in december 2019 van dit plan afgezien.

## Materieel

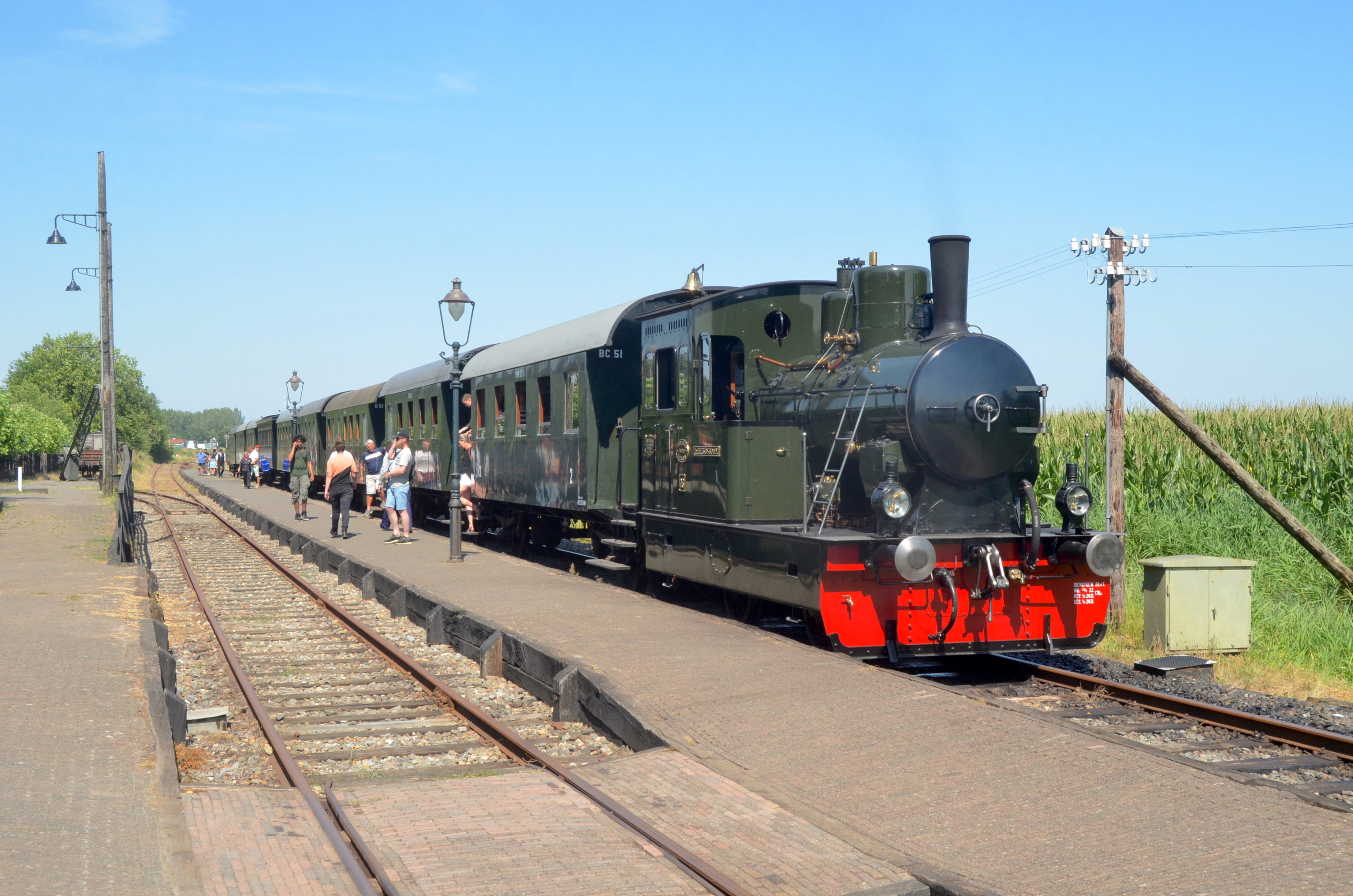
LTM-stoomtramlocomotief 26 bij de Stoomtram Hoorn-Medemblik te Wognum-Nibbixwoud; 14 augustus 2022.

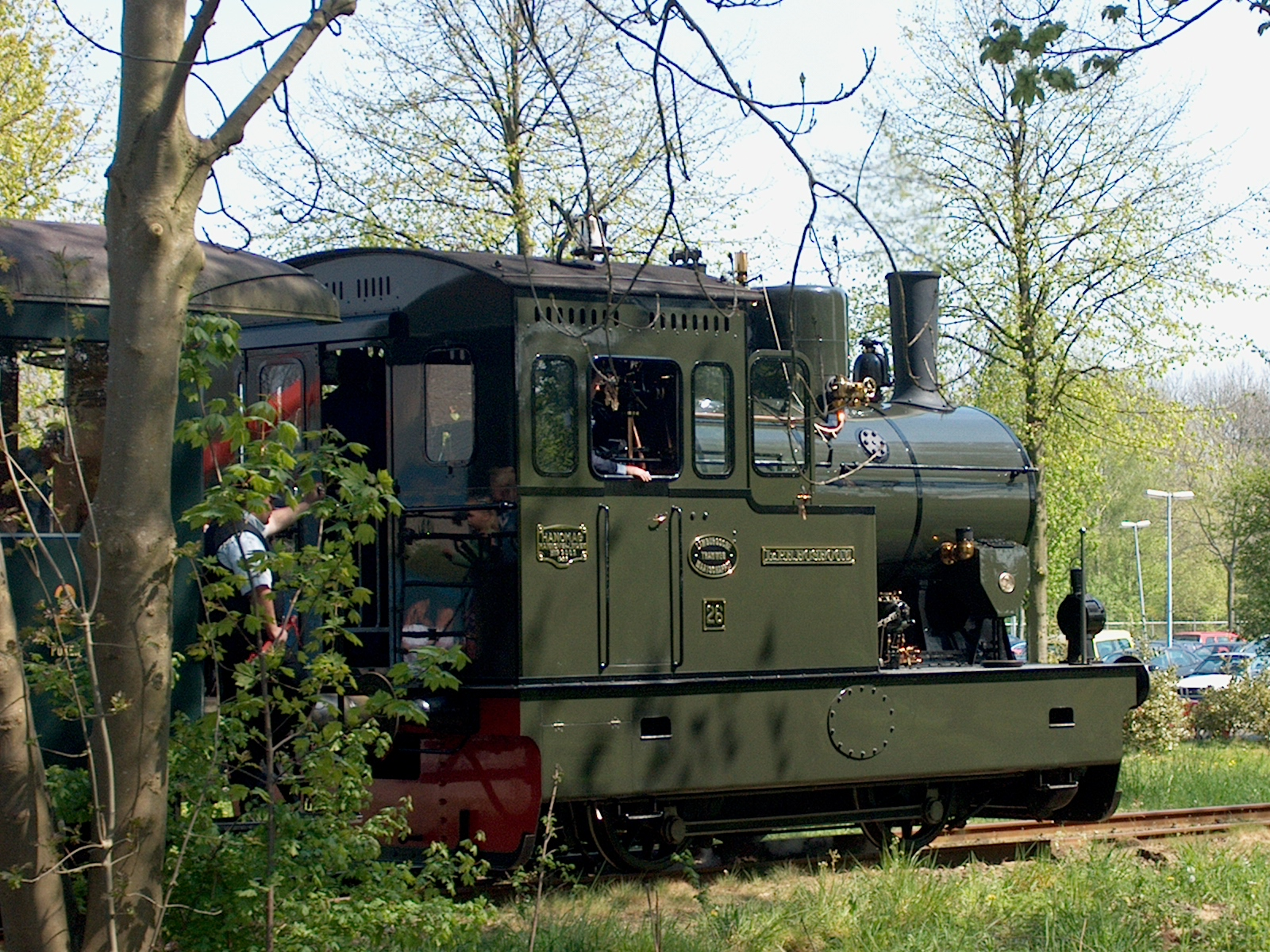
Hanomag-stoomlocomotief 26 uit de serie LTM 21-35, afkomstig van de lijn Maastricht-Vaals.

De LTM maakte gebruik van stoomlocomotieven LTM 21-35 van het ontwerp van ir. D. Verhoop, gebouwd door Hanomag. De twintig vierassige tramrijtuigen en tien postbagagerijtuigen uit de fabrieken van Beijnes, Linke-Hofmann en Uerdingen waren de grootste die Nederland heeft gekend en hadden de omvang van lokaalspoorwegmaterieel. Op de lijn vond ook goederenvervoer plaats, waarvoor nog vijf stoomlocomotieven waren aangeschaft. Een daarvan was de zeer grote en krachtige Garratt-locomotief van Henschel, de enige in zijn soort in Nederland. Ook bezat de LTM 192 normaalsporige goederenwagens in diverse maten en soorten. Al dit materieel had schroefkoppelingen en spoorbuffers en kon dus gekoppeld worden met treinmaterieel. Het reed niet alleen op de lijn Maastricht – Vaals, maar ook op de tramlijn Roermond - Sittard, die ook van de LTM was.
De LTM heeft op de lijn geëxperimenteerd met een gehuurd verbrandingsmotorrijtuig van DWK, dat in 1922 gereden heeft op het pas geopende traject Wijlre – Vaals. Het werd ingeruild voor twee kortere exemplaren, waarvan er een door de LTM werd aangekocht. Het reed meestal op het gedeelte Roermond – Roosteren van de lijn in Midden-Limburg, maar heeft van 1928 tot 1931 dienstgedaan tussen Maastricht en Vaals.
Het nog lang niet versleten trammaterieel werd na de opheffing van de LTM-normaalspoorlijnen in 1938 verkocht aan het sloopbedrijf Dotremont in Maastricht, dat onder meer in Duitsland voor een deel van de locomotieven en rijtuigen kopers vond.
Van het LTM-materieel van de lijn Maastricht – Vaals is stoomlocomotief nummer 26 in gerestaureerde vorm in gebruik bij de Stoomtram Hoorn-Medemblik. Deze is ook eigenaar van twee Beijnes-rijtuigen (1502 en 1504), die nog niet zijn gerestaureerd.

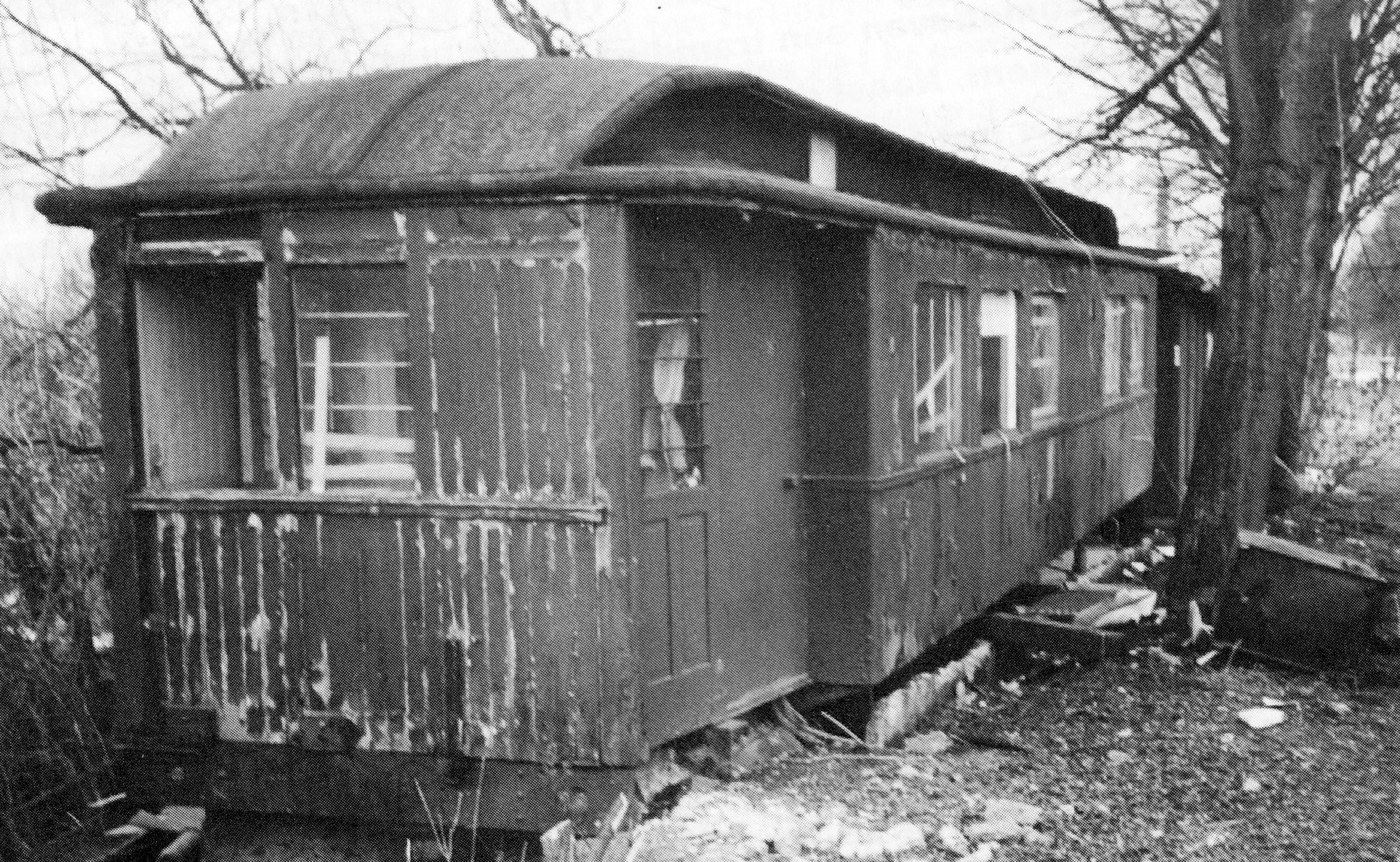
Bewaard gebleven wagenbak van rijtuig LTM 1504.
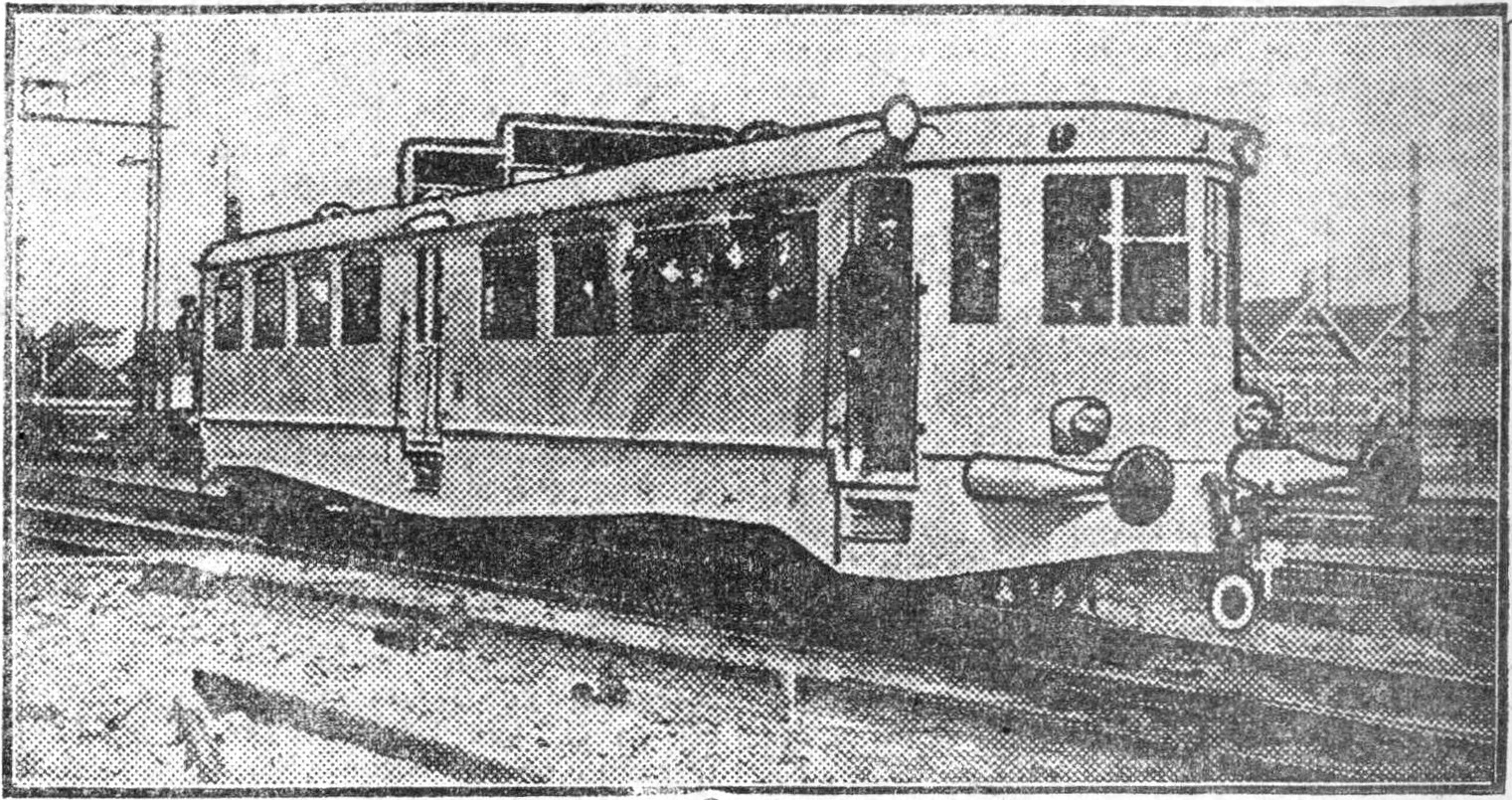
Gehuurd verbrandingsmotorrijtuig van DWK; 1922.